# Arenaria
Az Arenaria a madarak osztályának lilealakúak (Charadriiformes) rendjébe és a szalonkafélék (Scolopacidae) családjába tartozó nem.

## Rendszerezés
A nembe az alábbi 2 faj tartozik:
- kőforgató (Arenaria interpres)
- kormos kőforgató vagy fekete kőforgató (Arenaria melanocephala)